# Dorobo
Dorobo (auch Ndorobo, Wadorobo, Torobbo) ist eine abwertende Bezeichnung für verschiedene Gruppen von Jäger- und Sammlervölkern in Kenia und Tansania.

## Etymologie und Geschichte
Die Bezeichnung ist abgeleitet von dem Maa-Wort il-tóróbò, was Jäger sowie wortwörtlich „die ohne Vieh“ bedeutet. Insofern handelt es sich um einen abwertenden Begriff vergleichbar mit Habenichts, da Angehörige der Maa-Kultur pastorale Viehbauern sind, und Viehlosigkeit Armut bedeutet und Jagd als primitiv betrachtet wird.
In der Mitte des 20. Jahrhunderts glaubten europäische Ethnologen, dass alle Dorobo zur südnilotischen Sprachgemeinschaft gehörten, und eine mit dem Dialekt der Nandi verwandte Sprache sprächen, die heute als Kalendjin bezeichnet wird. Mittlerweile wurde aber erkannt, dass dies recht verschiedene Volks- und Sprachgruppen sind, die als Dorobo zusammengefasst wurden. Dazu zählen die Sprecher von Okiek (Okiek, Kaplelach, Kipchornwonek, Akié, Mosíro, Mediak), die Sprecher von Yaaku (Mukogodo, Yaaku) und die Sprecher von Aasáx (Aasa, Aramanik), und sogar auch Ethnien, die historisch andernorts verdrängt worden waren, darunter die Sengwer, Kisankasa und weitere.
Viele Dorobo-Gruppen sind im 20. Jahrhundert aber dauerhaft sesshaft geworden und gaben die traditionelle Lebensweise zugunsten von Ackerbau und Viehzucht auf: Diese gehören zwar noch ihrer jeweiligen Ethnie an, können aber kaum mehr als Dorobo bezeichnet werden. Hinzu kommt eine kulturell-sprachliche Assimilation mit den angrenzenden Massai-Sprachen, die im 21. Jahrhundert die Kenntnis der eigenen Sprachen weitgehend verdrängt hat.
Nach eigener Überlieferung durchstreiften Dorobo vor einigen Jahrhunderten noch weite Teile des ostafrikanischen Hochlands. Ihre traditionelle Lebensweise galt bereits als ausgestorben, doch für den Beginn des 21. Jahrhunderts gab es Schätzungen, dass noch einige hundert Individuen, unter anderem in der Massai-Steppe, noch als Dorobo lebten.

## Dorobo-Lebensweise
Dorobo wandern in kleinsten Gruppen zusammen und besitzen oft nur wenige Werkzeuge, die sie überallhin mitnehmen. Sie leben meist von in der Wildnis gesammelter pflanzlicher Nahrung. Jagderfolg gilt allerdings als entscheidender Statuserfolg für Männer; neben erlegten Tieren zählt dazu auch erbeuteter Wildbienenhonig. Im durchaus häufigen Kontakt mit anderen Volksgruppen akzeptierten Dorobo einen niedrigeren sozialen Status, wodurch die friedliche Koexistenz aufrechterhalten werden konnte.